# Aedes kapretwae
Aedes kapretwae är en tvåvingeart som beskrevs av Edwards 1914. Aedes kapretwae ingår i släktet Aedes och familjen stickmyggor.
Artens utbredningsområde är Kenya. Inga underarter finns listade i Catalogue of Life.